# Psilopleura flavicans
Psilopleura flavicans là một loài bướm đêm thuộc phân họ Arctiinae, họ Erebidae.